# Carlos Conceição
Carlos Conceição (5 de Agosto de 1979, Angola) é um realizador português, licenciado em cinema pela Escola Superior de Teatro e Cinema do Instituto Politécnico de Lisboa (2006) e em Inglês, com especialização em literatura do Romantismo (2002). É autor de uma monografia sobre J. G. Ballard e outra sobre J. M. Coetzee.
Inicia carreira em 2005 com videoclipes musicais, videoarte e instalações, ao mesmo tempo que trabalha com realizadores veteranos entre os quais João Canijo, João Pedro Rodrigues e José Fonseca e Costa. Os seus filmes Boa Noite Cinderela e Coelho Mau tiveram estreia na Semana da Crítica do Festival de Cannes em 2014 e 2017 respectivamente, enquanto Versailles competiu em Locarno, Vila do Conde e Mar Del Plata em 2013. Foi protagonista de retrospectivas na Cinemateca Francesa, no Festival de Curtas de Vila do Conde e no SiciliaQueer em Palermo. Em 2015 o seu trabalho em curta-metragem teve edição DVD em França e em 2023 nos Estados Unidos.
Serpentário estreou no Festival de Berlin enquanto Nação Valente teve estreia na competição oficial do Festival Internacional de Cinema de Locarno.

## Filmografia como realizador

### Longas-metragens
- 2022 - Nação Valente (Cor, HD, 119 min) - com João Arrais, Anabela Moreira, Leonor Silveira, Gustavo Sumpta, Miguel Amorim, Ivo Arroja, André Cabral, João Cachola, Vicente Gil, Diogo Nobre, Sílvio Vieira, Ulé Baldé e Meirinho Mendes. Filme estreado no concurso internacional do Festival Internacional de Cinema de Locarno, arrecadando o Prémio Europa Cinemas de Melhor Filme e o prémio do Júri Jovem.
- 2019 - Serpentário (Cor, HD, 83 min) - com João Arrais, Isabel Abreu. Filme estreado no Berlinale Forum do Festival de Berlim. Seleccçionado para a Viennale em 2019. Melhor Primeira Longa-Metragem no DocLisboa. Prémio New Visions de Melhor Longa-Metragem da Competição Internacional do Sicilia Queer. Menção Honrosa da Competição Internacional de Longas Metragens do Festival FilmMadrid. Prémio de Melhor Montagem do FilmMadrid. Menção Honrosa da competição de Longas-Metragens do Festival Nouveau Cinema de Montreal. Prémio do público no Festival de Burgas.

### Curtas-metragens
- 2020 - Um Fio de Baba Escarlate (Cor, HD, 59 min) - com Matthieu Charneau, Joana Ribeiro, João Arrais, Leonor Silveira, e Teresa Madruga.
- 2017 - Coelho Mau (Cor, HD, 33 min) - com João Arrais, Júlia Palha, Matthieu Charneau e Carla Maciel. Filme nomeado para a Queer Palm no Festival de Cannes; Prémio Sophia da Academia Portuguesa de Cinema em Melhor Curta Metragem de Ficção; Menção Especial do Juri no Queer Lisboa 2018.
- 2014 - Boa Noite Cinderela (Cor, HD, 30 min) - com João Cajuda, Joana de Verona e David Cabecinha. Prémio 'Cristian Nemescu' de Melhor Realizador no NexT Film Festival, Roménia (2015); Prémio TAP para melhor média-metragem portuguesa (Curtas Vila do Conde, 2014);
- 2013 - Versailles (Cor, HD, 20 min) - com Isabel Ruth e João Arrais. Prémio da Crítica no Festival de Cinema Luso-Brasileiro de Santa Maria da Feira, 2013.
- 2011 - O Inferno (Cor, HD, 20 min) - com Ricardo de Sá, Gonçalo Waddington e Maria Albergaria.
- 2010 - Carne (Cor, HD, 20 min) - com Anabela Moreira, Carloto Cotta, Ricardo de Sá, Eduardo Moreira e Eduardo Sobral. Prémio Novo Talento Fnac no IndieLisboa, 2010.

### Vídeo
- 2020 - The King Of Europe - videoclip para um tema dos Pop Dell'Arte, com Matthieu Charneau, João Arrais e Sigrid Vieira.
- 2015 - Acorda, Leviatã (Cor, 16mm, 18 min) - Video documental com João Arrais.
- 2014 - Turquoise Boy (Cor, HD, 9 min) - web-filme musical para um tema dos Sonic Youth, com Anabela Moreira e João Arrais.
- 2013 - Metamorfose (Cor, HD, 5 min) - videoclip para um tema dos Mundo Cão (banda), montado a partir de filmes de Dimitri Kirsanoff.
- 2010 - Temporária - video-instalação em duas projecções, com Simone de Oliveira.
- 2009 - Ordena Que Te Ame - Videoclip musical para tema de Mundo Cão.
- 2008 - Duas Aranhas (Cor, HD, 9 min) - Video experimental com Oceana Basílio e Filipa Braga Cruz.
- 2007 - Lady Godiva's Operation - Videoclip musical para tema de Pop Dell'Arte, versão de um original dos Velvet Underground. Seleccionado em 2007 para a Mostra do Programa Jovens Criadores.